# Пассадамкіг (Мен)
Пассадамкіг (англ. Passadumkeag) — місто (англ. town) в США, в окрузі Пенобскот штату Мен. Населення — 356 осіб (2020).

## Демографія
Згідно з переписом 2010 року, у місті мешкали 374 особи в 159 домогосподарствах у складі 103 родин. Було 197 помешкань
Расовий склад населення:
| - 95,5 % — білих - 0,8 % — корінних американців - 0,5 % — азіатів |

До двох чи більше рас належало 3,2 %. Частка іспаномовних становила 0,8 % від усіх жителів.
За віковим діапазоном населення розподілялося таким чином: 20,3 % — особи молодші 18 років, 61,0 % — особи у віці 18—64 років, 18,7 % — особи у віці 65 років та старші. Медіана віку мешканця становила 45,1 року. На 100 осіб жіночої статі у місті припадало 95,8 чоловіків;  на 100 жінок у віці від 18 років та старших — 100,0 чоловіків також старших 18 років.
Середній дохід на одне домашнє господарство  становив 59 088 доларів США (медіана — 47 750), а середній дохід на одну сім'ю — 67 089 доларів (медіана — 55 536). Медіана доходів становила 44 583 долари для чоловіків та 32 000 доларів для жінок. За межею бідності перебувало 13,5 % осіб, у тому числі 21,6 % дітей у віці до 18 років та 12,9 % осіб у віці 65 років та старших.
Цивільне працевлаштоване населення становило 215 осіб. Основні галузі зайнятості: освіта, охорона здоров'я та соціальна допомога — 28,4 %, виробництво — 17,7 %, будівництво — 16,3 %.